# Duplicaria australis
Duplicaria australis é uma espécie de gastrópode do gênero Duplicaria, pertencente a família Terebridae.